# Bouzemmour
Bouzemmour (franska: Bouzemmour (CR), Bouzemmour (Commune Rurale), arabiska: بيز ضاض) är en kommun i Marocko.   Den ligger i provinsen Essaouira och regionen Marrakech-Safi, i den centrala delen av landet, 400 km sydväst om huvudstaden Rabat. Antalet invånare är 6 627.